# Pravice
Pravice (en allemand : Probitz) est une commune du district de Znojmo, dans la région de Moravie-du-Sud, en République tchèque. Sa population s'élevait à 348 habitants en 2020.

## Géographie
Pravice se trouve à 4 km à l'ouest-nord-ouest du nord de Hrušovany nad Jevišovkou, à 23 km à l'est de Znojmo, à 44 km au sud-sud-ouest de Brno et à 196 km au sud-est de Prague.
La commune est limitée par Břežany au nord, par Hrušovany nad Jevišovkou à l'est, par Šanov au sud, et par Božice à l'ouest.

## Histoire
La première mention écrite de la localité date de 1141.